# Gerhard Müller-Hornbach

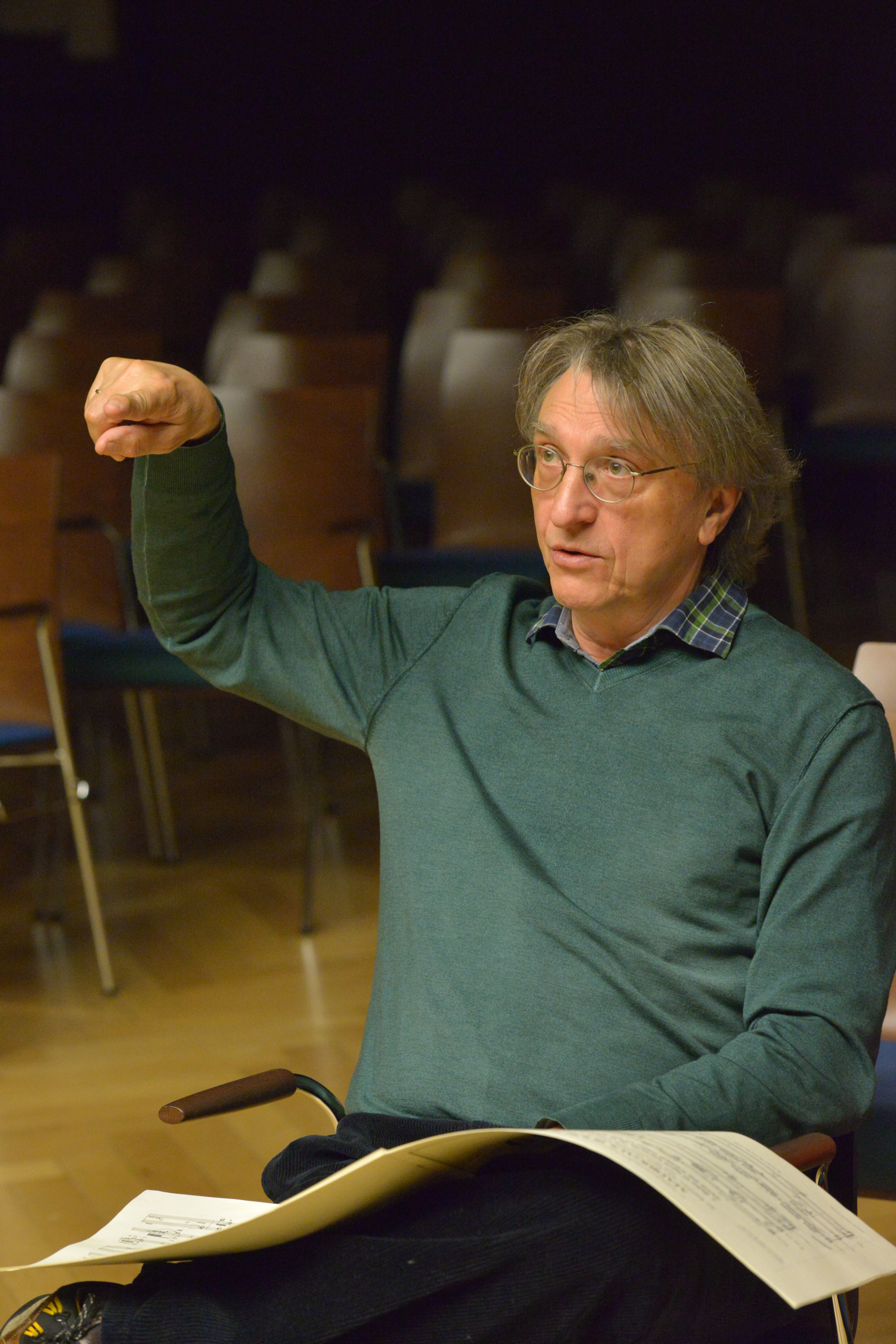
Gerhard Müller-Hornbach (2015)

Gerhard Müller-Hornbach (* 26. Februar 1951 als Gerhard Müller in Hornbach) ist ein deutscher Komponist, Dirigent und Musikpädagoge.

## Leben

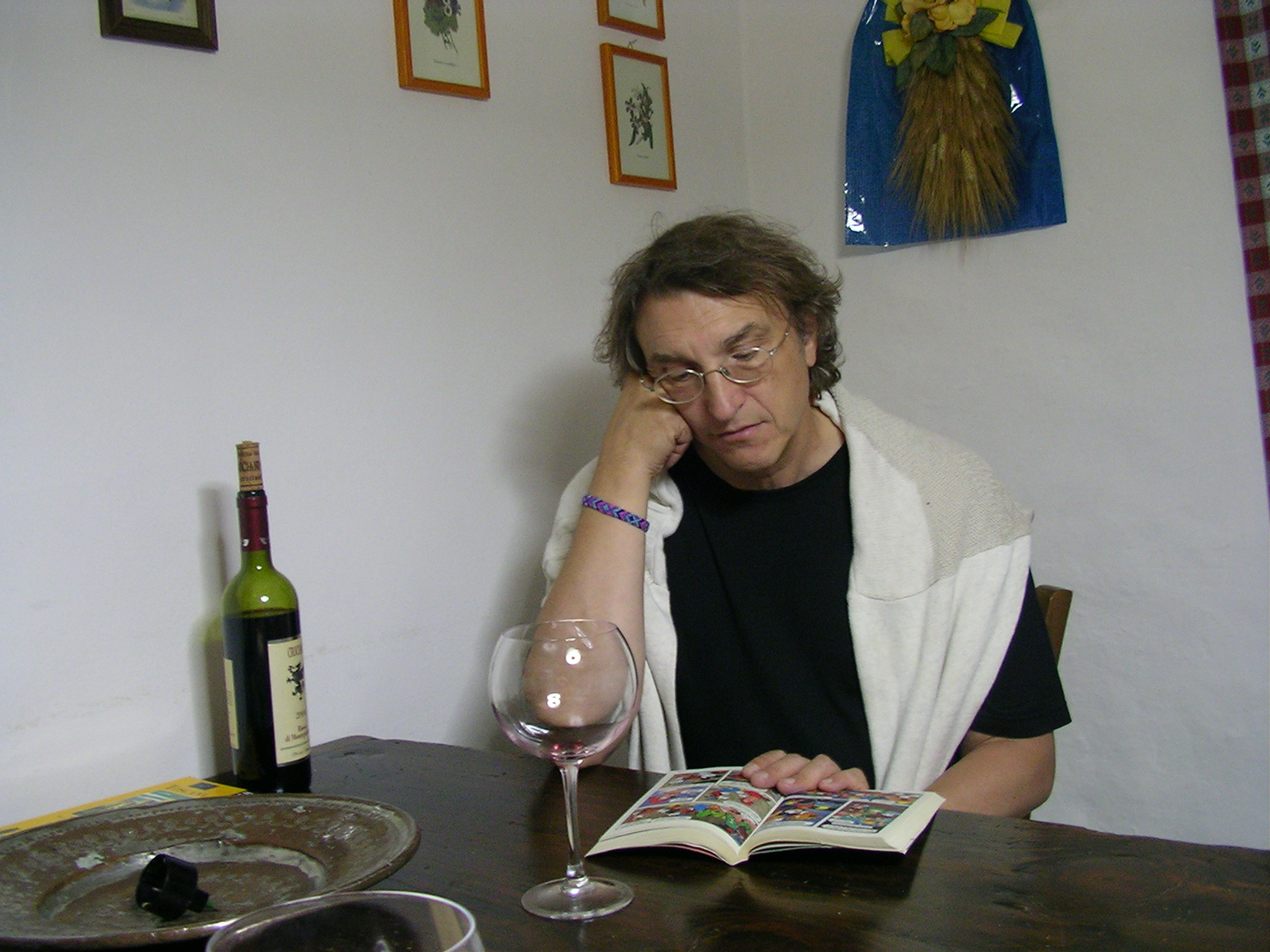
Gerhard Müller-Hornbach (2003)

Als Professor für Komposition und Musiktheorie lehrte er von 1981 bis 2016 an der Hochschule für Musik und Darstellende Kunst Frankfurt am Main, wo er die Kompositionsabteilung leitete und im Jahr 2005 das Institut für zeitgenössische Musik (IzM) mitbegründete, dessen Direktorium er vorstand. 1982 gründete er zusammen mit Claus Kühnl das Mutare Ensemble, dessen künstlerische Leitung er seither innehat. Seitens der Hochschule für Musik und Darstellende Kunst war er verantwortlich für den Master-Studiengang „Internationale Ensemble Modern Akademie“. Als Hochschulvertreter wirkte er im Leitungsteam des Schulprojektes „Response“ mit.

## Ehrungen
- 1983/84: Rompreis der Villa Massimo[1]
- 2006: Johann-Vaillant-Kompositionspreis bei der 6. Bergischen Biennale
- 2009: Bundesverdienstkreuz am Bande

## Kompositionen (Auswahl)
- „Wandlungen in D“, 1976; Uraufführung Hilversum 1977 (Gaudeamus-Musikwoche)[2]
- „Gesänge der Schirin“, 1983 (für Sopran, Viola d’amore und 21 Streicher) – nach "Chosrou und Schirin" von Nizami
- „Wir sind ein Teil der Erde“ - Komposition aus Klang, Licht und Bewegung nach der Rede des Häuptlings Seattle, 1987 (Soli, Chor und großes Orchester) UA Frankfurt Feste'87 (Alte Oper Frankfurt)
- „Fünf zu Acht – 5:8“, 1994 (Musiktheater für Licht, Stimme, Tanz und Percussion) – zur 1200-Jahr-Feier der Stadt Frankfurt
- „Der Traum von Fliegen“, 2003 – Raumkomposition (für Kinderchor, gemischten Chor, Streichorchester, Blasorchester,  Perkussionsensemble, Marimbafon, Röhrenglocken,  Tamtam und Klavier) –  Nach einem Gedicht von Michael Ende – Auftragskomposition der Musterschule Frankfurt
- „Dekalog“, 2010;  Kasseler Musiktage 2010
- „Versprochen, Froschkönig, versprochen!“, 2011 – Oper für Kinder und Erwachsene – (Musik: Manuela Kerer, Gerhard Müller-Hornbach, Johannes X. Schachtner – Libretto: Brigit Müller-Wieland) – Auftragswerk für die Bayrische Theaterakademie August Everding und die Hochschule für Musik und Theater München im Rahmen des 11. Internationalen ADevantgarde Festivals
- „Die Aquanauten“, 2012–13 – ein künstlerisch-kreatives Musiktheaterprojekt für alle ab 10 Jahren; Libretto: Julia Haebler und Maria Schneider; Uraufführung am 30. Mai 2013 in der Kaserne an der Landwehrstraße, Osnabrück[3]
- „Im Spiegel der Angst – auf der Suche nach Entängstigung“, 2017; Oratorium für 3 Vokalsolisten, gemischten Chor und 3 Instrumentalensembles nach Texten von Martin Luther u. a., uraufgeführt am 20. Oktober 2018 in der Christuskirche in Mainz[4]
- „Tiefen(t)räume“, 2019 – nach dem Gemälde Study for the Homage of the Square: High Autumn, 1957 von Josef Albers; Auftragskomposition für die Junge Deutsche Philharmonie Im Rahmen des Projektes Under Construction, 100 Jahre Bauhaus, Uraufführung am 26. September 2019 im Comoedienhaus Wilhelmsbad, Hanau[5]
- „Prozess Auschwitz Erinnern“, 2021, Filmmusik; Film von Ulrich Meckler; Uraufführung am 18. November 2021 im Gallus Theater, Frankfurt
- „Feuerkreis – dreh Dich!“, Uraufführung am 15. Oktober 2022, Arkadensaal des Goethe-Hauses, Frankfurt

## Belege
1. ↑  Villa Massimo | Stipendien. Abgerufen am 4. März 2024.
2. ↑  Werkverzeichnis Müller-Hornbach, mutare.de, abgerufen am 4. März 2024
3. ↑  Uta Biestmann-Kotte: Musiktheaterprojekt „Aquanauten“ mit Schülern | NOZ. 31. Mai 2013, abgerufen am 4. März 2024.
4. ↑  „Im Spiegel der Angst“ – Uraufführung von Müller-Hornbachs Luther-Oratorium in Mainz | nmz - neue musikzeitung. Abgerufen am 30. Oktober 2018.
5. ↑  Junge Deutsche Philharmonie - Under Construction – 100 Jahre Bauhaus. Abgerufen am 4. März 2024.

| Personendaten    | Personendaten                                   |
| ---------------- | ----------------------------------------------- |
| NAME             | Müller-Hornbach, Gerhard                        |
| ALTERNATIVNAMEN  | Gerhard Müller                                  |
| KURZBESCHREIBUNG | deutscher Komponist, Dirigent und Musikpädagoge |
| GEBURTSDATUM     | 26. Februar 1951                                |
| GEBURTSORT       | Hornbach                                        |